# Óleg Nikolàiev
Óleg Nikolàiev (Çurpay, Txuvàixia, 10 de desembre de 1969), de nom complet amb patronímic Óleg Alekséievitx Nikolàiev (rus i txuvaix: Олег Алексеевич Николаев) és un polític de Rússia que actualment és el cap de la República i president del Consell de Ministres de Txuvàixia. És membre del Consell Central del partit Rússia Justa.

## Biografia

### Primers anys
Óleg Nikolàiev va néixer a Çurpay, al districte de Hĕrlĕ Çutay el 10 de desembre de 1969 en una família de camperols txuvaixos. Els seus pares treballaven en un kolkhoz, el pare com a conductor i la mare com a treballadora agrícola. Amb set anys, els seus pares van morir amb un mes de diferència i va anar a viure amb els seus oncles materns.
Va estar estudiant en escoles rurals fins a vuitè grau, el final de la secundària obligatòria. Al mateix temps, treballava al kolkhoz, sigui a la granja porcina o teixint, en un entorn en què els carros eren habituals i la terra sovint es llaurava amb cavalls. De 1985 a 1989 va estudiar a l'Escola Tècnica de Construcció de Xupaixkar.

### Activitat professional
Després de fer el servei militar, de 1991 a 1992, Nikolàiev va treballar en la construcció a Xupaixkar. A continuació, després de treballar com a guarda de seguretat, va començar a treballar com a tècnic de construcció en el districte de Vărmar, on va esdevenir comptable. De 1996 a 2000, va treballar com a comptable i després director adjunt de Telefonstroy, una empresa de construcció i telecomunicacions a Śĕnĕ Şupaşkar, de la qual fou cofundador. El 1998 va acabar la carrera d'economia a la Universitat d'Estat de Txuvàixia i el 1999, un postgrau de formació de personal directiu per a empreses a la mateixa universitat.

### Activitat a l'administració i en la política de Txuvàixia
El 2002, va començar a tenir càrrecs dins de l'administració txuvaixa. El 2003 va ser nomenat viceministre de Desenvolupament Econòmic i Comerç.
El 2004, va tornar a Telefonstroy, on, fins al 2008, va ser director general adjunt,  i més tard va treballar en altres companyies.
El 2011, Nikolàiev va ser membre del parlament txuvaix com a candidat del partit Rússia Justa.
El setembre de 2015, Nikolàiev es va presentar a les eleccions pel cap de la República de Txuvàxia. Aconseguí el 14,7% dels vots, mentre que el Cap en exercici, Mikhaïl Ignàtiev, de Rússia Unida, va ser escollit.

### Membre de la Duma de l'Estat
El 18 de setembre de 2016, Nikolàiev va ser elegit membre de la Duma Estatal en les llistes de Rússia Justa. Al mateix temps que en les llistes del partit, es va presentar com a candidat en la circumscripció número 38 de Xupaixkar, en què va perdre contra el candidat de Rússia Unida, que va obtenir 46,8% dels vots contra el 12,0% de Nikolàiev.
Nikolàiev es va distingir com a diputat en presentar, el 2018, un projecte de llei pel qual l'ensenyament de les llengües minoritàries de Rússia, incloses les oficials a les repúbliques, només podia ser voluntari. La iniciativa va ser titllada de «traïció» per activistes txuvaixos.
El 22 de gener de 2020, va ser nomenat president del Comitè de Nacionalitats de la Duma Estatal. El 29 de gener, però, va dimitir del càrrec i com a membre de la Duma en haver estat nomenat Cap en funcions de la República de Txuvàixia.

### Cap de la República de Txuvàixia
El gener de 2020, arran de comportaments públics erràtics, Mikhaïl Ignàtiev va ser expulsat de Rússia Unida i destituït per Vladímir Putin. El 29 de gener de 2020, Putin va nomenar Óleg Nikolàiev nou Cap de Txuvàixia. El 13 de setembre de 2020 va ser elegit Cap en unes eleccions en què Rússia Unida no va presentar cap candidat.

### Sancions
Va ser sancionat pel govern dels Estats Units amb relació a la guerra russo-ucraïnesa.